# 無尾翼機

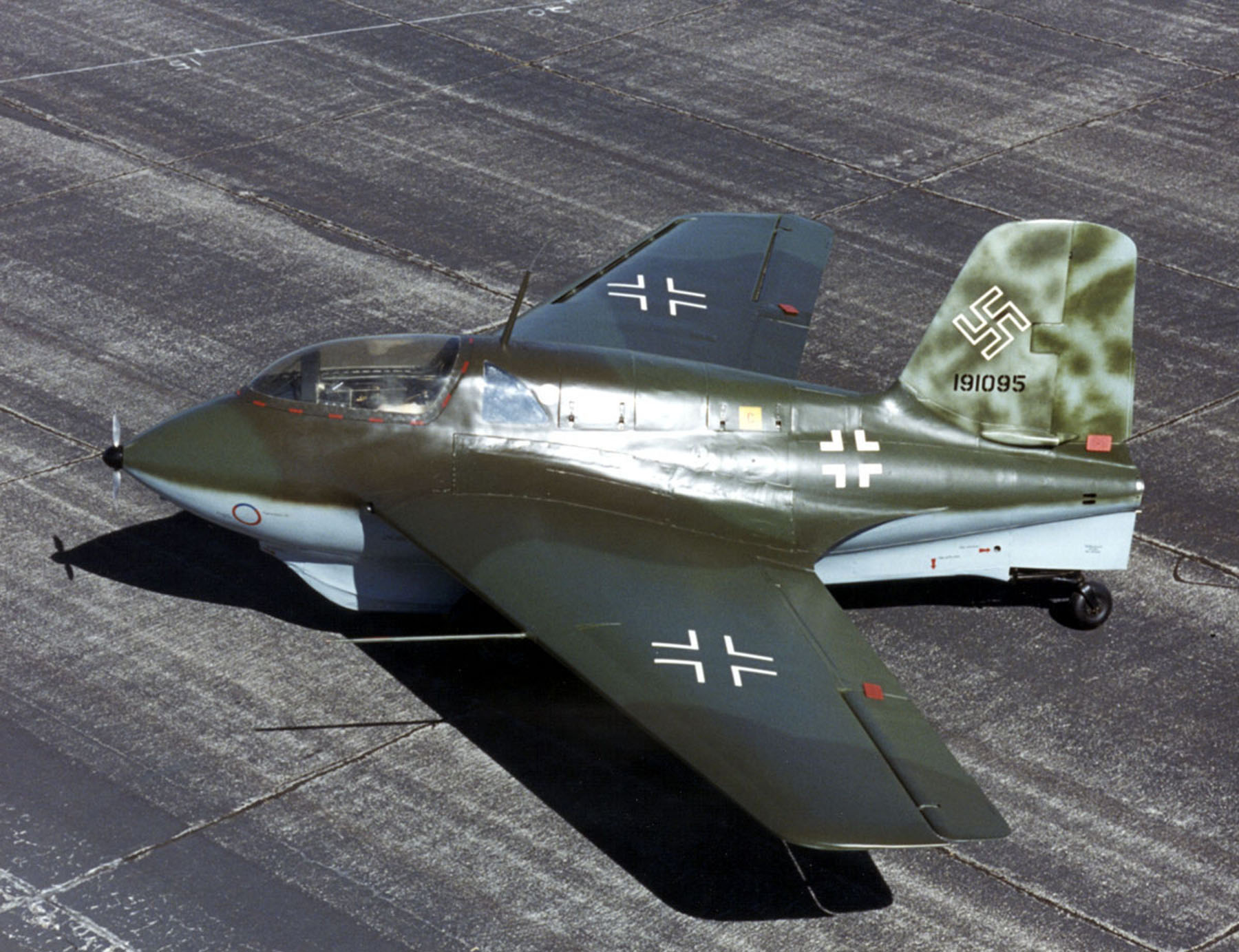
後退角を持つ無尾翼機の例 メッサーシュミット Me163

無尾翼機（むびよくき）英: Tailless aircraftとは、垂直尾翼があるが水平尾翼を持たない航空機を指す。コンコルドに代表されるデルタ翼機も無尾翼機に含まれる。また、無尾翼機の中でも胴体部まで無くした機体を特に全翼機と呼ぶ。

## 概要
通常の飛行機の水平尾翼は、上下安定性の向上とピッチング（エレベーター）操作のために存在するが、水平尾翼によって空気抵抗が発生する。そこで、水平尾翼を省略することで空気抵抗の低減を目的として開発されたのが無尾翼機である。
しかし主翼のみでピッチ方向の安定をとる必要が出てくるため、主翼の一部に水平尾翼による安定確保と同等の働きを持たせるための特殊な設計が必要となる。一つは、主翼平面形をブーメランのように後退翼にして、機体後部にある翼端にネジリ下げを付けて翼端部分を水平尾翼として使う方法。もう一つは、後縁が上方に湾曲したS字型のキャンバーを持つ特殊な翼型を採用し、主翼の後縁付近を水平尾翼のように使う方法がある。またこの両方を組み合わせた機体もある。

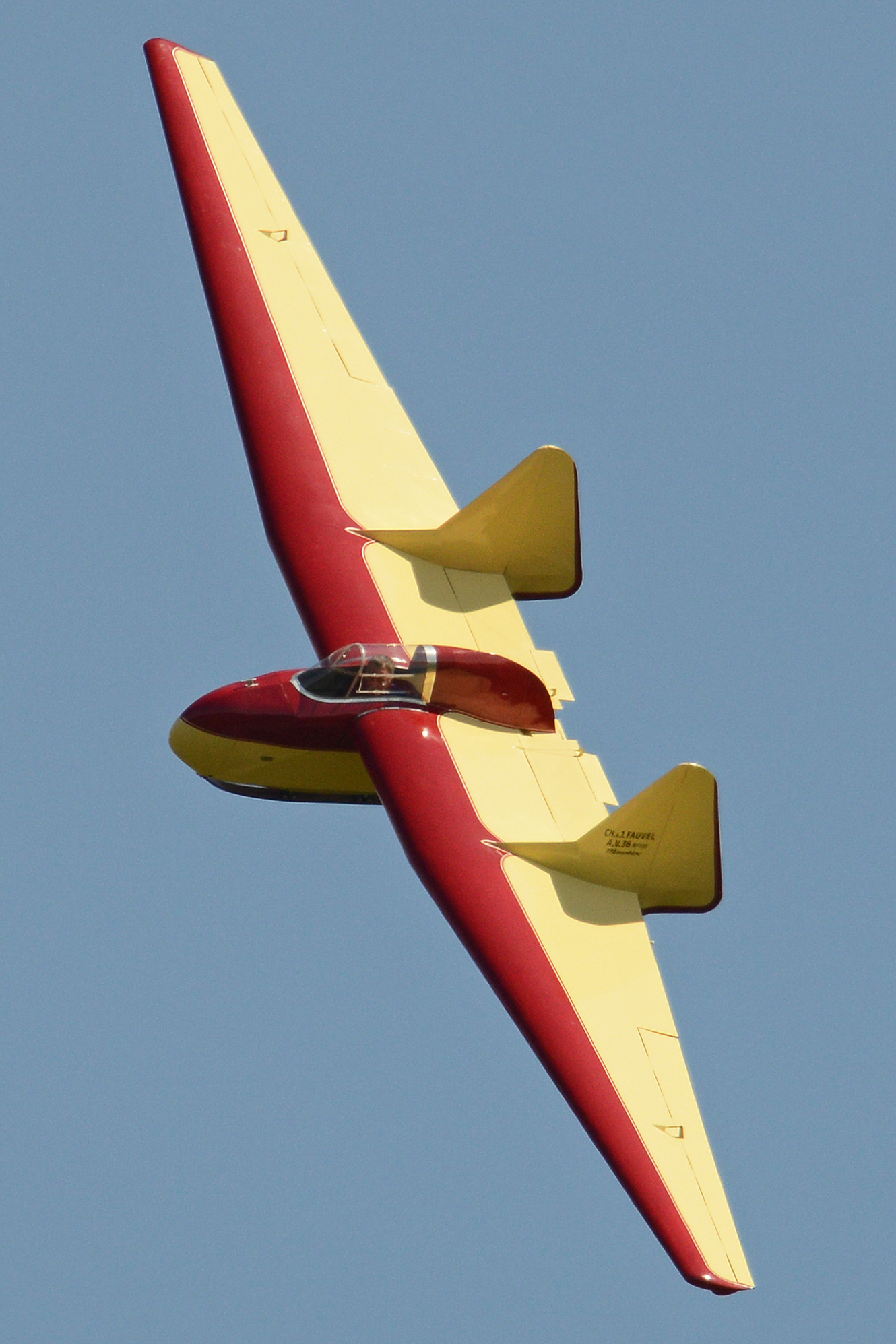
後退角を持たないFauvel A.V.36は、S字キャンバー翼型を使っている

詳しくは翼型#無尾翼機・全翼機の翼型の項を参照
本来は水平尾翼に備えられる昇降舵（エレベーター）は主翼後縁に装備され、補助翼（エルロン）を兼ねる事が多く、これはエレボンと呼ばれる。（[aileron]+[elevator]でelevonと言う造語である。）
空気抵抗の低減に有利な無尾翼機ではあるが、同時にいくつかの欠点を持つ。まずネジリ下げやS字キャンバー翼で主翼の一部を水平尾翼のように使うため、その部分にマイナスの揚力が発生し全体として翼の面積あたりの揚力は減ってしまう。また、主翼後縁部に高揚力装置（フラップ）を付加した場合、フラップ下げ操作を行うと急激な機首下げが発生してしまうため、フラップを装備する事が難しい。他に、地面効果による揚力増加は通常機よりも多く発生する。これは通常飛行では水平尾翼として機能する箇所でも地面効果が働くためであり、着陸時に想定よりも長い滑走路が必要になる場合がある。秋水ではオーバーランによる事故が発生したため、着陸進入時は機体をわざと横滑り（フォワードスリップ）させて空気抵抗を増し、スピードを落としてから着陸するという操縦が必要になった。
無尾翼のデルタ翼機の場合は、低速時の低揚抗比が問題となり離着陸性能には劣るものの、その形による優れた失速特性から大迎え角での失速後安定性に優れるため、エンジンパワーさえあれば大揚力を得ることができる。ただしそれほどの大迎え角は操縦者の視界に制限を生じさせる問題を孕んでおり、コンコルドでは機首部が細長い形状であることも相まって、着陸時には機首を下方へ下げる機構を導入し、緊急時用のドラッグシュートも装備された。一方で、発展形のダブルデルタ翼や後述するエンテ型では離着陸性能が大幅に改善されている他、ミラージュ2000ではCCV設計を導入する事によって離着陸性能を改善した。
上記以外での離着陸性能を改善する策の一つとして、もともと無尾翼のデルタ翼機であった機体に昇降舵としてカナード翼を追加装備しエンテ型とする場合が多く見られる。この時主翼後縁部の動翼は補助翼として利用される。またカナード翼を主翼と近づけて装備すればストレーキと同等の作用をもたらす（クロースカップルドデルタ翼）ため、前述の失速特性と併せ二つの効果で離着陸性能を改善できる。ただし、カナード翼とは水平尾翼の一種であり、エンテ型と呼ばれる独立した分類をされるので、カナード翼を持つデルタ翼機を無尾翼機と呼ぶことは無い。

## 主な無尾翼機の例
ドイツ国
- Me 163 コメート
- P.208
- P.212
- P.215

 日本
- 秋水
- かつをどり

 アメリカ合衆国
- XP-56 ブラックバレット
- F4Dスカイレイ
- F7Uカットラス
- SR-71 ブラックバード
- B-58 ハスラー
- F-102 デルタダガー
- F-106 デルタダート

 イギリス
- アブロ バルカン

 フランス
- ミラージュIII
- ミラージュIV
- ミラージュ5
- ミラージュ2000
- コンコルド

 スウェーデン
- サーブ 35 ドラケン

 インド
- HAL テジャス